# Place de Russie (Erevan)
La Place de Russie (également appelée Place de la Russie ou Place russe) est une place située à Erevan, en Arménie. 

## Situation et accès
Elle se trouve dans les rues Grigori Lusavorich et Argishti. Elle est située près de la place Alexandre Myasnikyan. 

## Origine du nom
Elle porte le nom du pays voisin la Russie.

## Historique
Le président arménien Serge Sarkissian et le président russe Dmitri Medvedev ont participé à la cérémonie d'ouverture.

## Bâtiments remarquables et lieux de mémoire
L'hôtel de ville et la Maison de Moscou se trouvent sur la place.

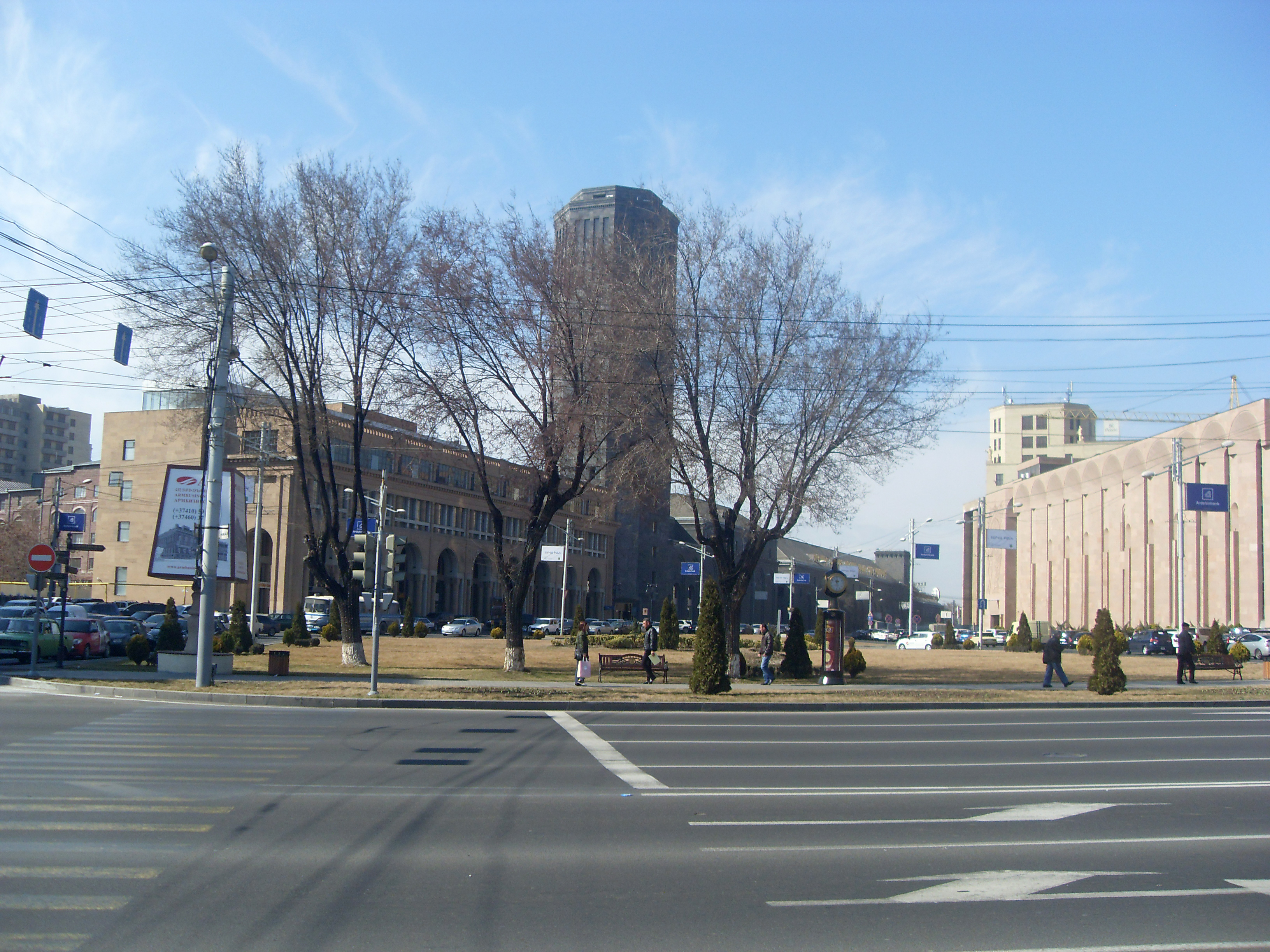
La place en 2015.